# В'ячеславка
Вячесла́вка — село в Україні, у Приморській міській громаді Бердянського району Запорізької області, розташоване на річці Лозуватці, за 15 км від залізничної станції Єлизаветівка на лінії Пологи—Бердянськ. Населення становить 914 осіб.

## Географія
Село розташоване на Приазовській низовині, у центрі Приморського району на березі річки Лозуватка, яка впадає до Азовського моря.
Сусідні населені пункти:
У селі є вулиці Леніна[джерело?], провулок Мирний та інші.

### Клімат
Клімат села м'який, помірно континентальний, зі спекотним літом і малосніжною, переважно теплою зимою, характеризується чітко означеною посушливістю.
| Клімат Вячеславки       | Клімат Вячеславки | Клімат Вячеславки | Клімат Вячеславки | Клімат Вячеславки | Клімат Вячеславки | Клімат Вячеславки | Клімат Вячеславки | Клімат Вячеславки | Клімат Вячеславки | Клімат Вячеславки | Клімат Вячеславки | Клімат Вячеславки | Клімат Вячеславки |
| Показник                | Січ.              | Лют.              | Бер.              | Квіт.             | Трав.             | Черв.             | Лип.              | Серп.             | Вер.              | Жовт.             | Лист.             | Груд.             |                   |
| Середній максимум, °C   | 0,0               | 0,6               | 5,1               | 14,1              | 21,0              | 25,5              | 27,9              | 27,1              | 21,8              | 14,5              | 7,5               | 2,9               |                   |
| Середня температура, °C | −2,9              | −2,4              | 1,7               | 9,7               | 16,3              | 20,7              | 23,1              | 22,2              | 17,1              | 10,4              | 4,5               | 0,4               |                   |
| Середній мінімум, °C    | −5,8              | −5,4              | −1,7              | 5,5               | 11,7              | 16,0              | 18,3              | 17,4              | 12,4              | 6,4               | 1,6               | −2,1              |                   |
| ----------------------- | ----------------- | ----------------- | ----------------- | ----------------- | ----------------- | ----------------- | ----------------- | ----------------- | ----------------- | ----------------- | ----------------- | ----------------- | ----------------- |
| Джерело:                |                   |                   |                   |                   |                   |                   |                   |                   |                   |                   |                   |                   |                   |

## Історія
Село Вячеславка розташована в історичному регіоні Приазов'я. Поблизу села виявлені залишки ливарної майстерні епохи пізньої бронзи (II тисячоліття до н. е.). До 19 століття край населяли тюрські кочові орди, зокрема ногайці.
Вячеславка заснована 1862 року року болгарами-переселенцями з села Єнікіой Бессарабії на місці колишнього ногайського селища Ягонда-Шекли.
До Першої світової війни входила до складу Романівської волості Бердянського повіту Таврійської губернії. Станом на 1886 рік у болгарській колонії Вячеславка (Ягонда-Шекли) мешкало 956 осіб, налічувалось 122 дворових господарств, існували молитовний будинок, школа та лавка. У селі проводився щорічний ярмарок.
З 6 березня до 29 квітня 1918 року за адміністративно-територіальним поділом УНР належало до області Запоріжжя з центром у місті Бердянськ. Відтак — до держави гетьмана Павла Скоропадського.
Під час Голодомору 1932—1933 років, організованого радянським урядом, у селах, підпорядкованих Вячеславській сільраді, загинуло 42 людини.
У Другій світовій війні у складі Червоної армії воювало 46 місцевих жителів, з них 17 загинули, 21 — удостоєний орденів і медалей СРСР. 18 вересня 1943 у село повернулася радянська адміністрація.
12 червня 2020 року, відповідно до розпорядження Кабінету Міністрів України № 713-р «Про визначення адміністративних центрів та затвердження територій територіальних громад Запорізької області», увійшло до складу Приморської міської громади.
19 липня 2020 року, в результаті адміністративно-територіальної реформи та ліквідації  Приморського району увійшло до складу Бердянського району.
Село тимчасово окуповане російськими військами 24 лютого 2022 року.

## Населення
За даними перепису населення 2001 року, у селі мешкало 914 осіб.
У 1886 році у селі мешкало 956 осіб, у 1968 році — 1282 осіб.
За даними перепису населення 2001 року мовний склад населення села був таким:
| Мова       | Число ос. | Відсоток |
| ---------- | --------- | -------- |
| українська | 45        | 4,92     |
| російська  | 691       | 75,60    |
| болгарська | 178       | 19,47    |

Серед українського населення побутує степовий говір південно-східного наріччя української мови.

## Економіка
У радянський час у селі була центральна садиба колгоспу ім. 1-го Травня, який мав 5,3 тис. га земельних угідь, з яких 4 тис. га орної землі. Колгосп вів багатогалузеве господарство, що займалося виробництвом зерна та відгодівлею великої рогатої худоби і розведенням овець. У 1968 році на 100 га сільськогосподарських угідь було вироблено по 131,6 цнт м'яса, 190 кг вовни, а на 100 га зернових — по 48,5 тис. яєць, вирощено з га по 27,7 цнт озимої пшениці і 30 цнт кукурудзи.
Нині в селі працюють підприємства:
- Споживче товариство «Ніка» — займається роздрібною торгівлею, переважно продовольчого асортименту,
- приватне сільськогосподарське підприємство «Адоніс» — займається вирощуванням зернових та технічих культур,
- ТОВ «Перше травня» — займається вирощуванням зернових та технічих культур.

## Освіта
У селі є загальноосвітня школа І-ІІІ ступенів з українською мовою навчання (у школі працюють 16 вчителів, директор — Ганчева Поліна Іванівна, 2015), а також дошкільний навчальний заклад «Васильок». За роки радянського режиму з села вийшло 35 вчителів, 17 медичних працівників, 19 агрономів, 8 інженерів, 163 механізатори.

### Школа
У 1868 році селі побудовано першу дворічну церковну школу, де в основному навчалися діти заможних селян. У 1890 році був побудований другий корпус. Ця школа проіснувала 41 рік. У 1909 році розпочала свою роботу перша чотирирічна початкова школа, де викладання велося болгарською мовою. Першим директором став Гогунський Дмитро Михайлович. У 1937 році школа перейшла на російську мову навчання, стала семирічною. Під час німецько-радянської війни заняття в школі не припинялися, незважаючи на дуже важкі умови, зокрема бракувало паперу і чорнила, не вистачало підручників, вчителям доводилося самим добувати дрова і топити печі, щоб можна було працювати в класах.
У радянський час школа активно брала участь і займала призові місця в районних та обласних предметних олімпіадах. У 2006 р відкрито комп'ютерний клас, що дозволяє активно впроваджувати інноваційні технології в навчально-виховному процесі. Станом на середину 2010-х років директором школи працює Ганчева Поліна Іванівна — вчитель хімії та біології, у школі 11 вчителів навчають 49 учнів. За час існування школи було випущено близько 1200 учнів, 28 з них закінчили із золотою і срібною медаллю..

## Пам'ятки
В селі споруджено пам'ятник В. І. Леніну (ймовірно, ліквідований 2016 року), а також братська могила радянських солдат, які загинули у Другій світовій війні.
У 2012 році в селі встановлено стелу на честь 150-річчя переселення болгар в Приазов'я.

## Відомі люди
У селі народився український зоолог Євген Писанець (1949—2016).